# 伊萨·米兰达
伊萨·米兰达（義大利語：Isa Miranda，1905年7月5日—1982年7月8日），女，意大利演员。曾获得1949年戛纳电影节最佳女演员奖。